# Brigade der Republikanischen Garde

Emblem der Republikanischen Garde

Die Brigade der Republikanischen Garde (arabisch لواء الحرس الجمهوري, DMG Liwāʾ al-Ḥaras al-ǧumhūrī) ist eine Militäreinheit der libanesischen Armee, die dem Staatspräsidenten der Libanesischen Republik unterstellt ist.
Im Jahr 2005 führte Brigadegeneral Mustafa Hamdan die Garde. Er wird verdächtigt, beim Attentat auf den Fahrzeugkonvoi des ehemaligen Ministerpräsidenten der Libanesischen Republik Rafiq al-Hariri mitgewirkt zu haben.

## Zusammensetzung
- 1. Bataillon
- 2. Bataillon
- Unterstützungs-Bataillon
- Logistisches-Bataillon